# Regimiento de Infantería 19 (Argentina)
El Regimiento de Infantería 19 (RI 19) fue una unidad del Ejército Argentino dependiente de la V Brigada de Infantería, III Cuerpo de Ejército. Estaba basado en la Guarnición de Ejército «Tucumán».

## Historia

### Operativo Independencia
El Regimiento de Infantería 19 conformó la Fuerza de Tareas «Aconquija» junto al Regimiento de Infantería de Monte 28. Cada regimiento conformó un equipo de combate que constituían la fuerza de tareas.
El titular del Regimiento 19 era el teniente coronel Ricardo Norberto Flouret, quien se desempeñó como jefe de la fuerza de tareas en forma rotativa con el jefe del Regimiento 28.
El 9 de febrero de 1975 el primer conjunto partió a la provincia de Tucumán: dos jefes, siete oficiales, 27 suboficiales y 174 soldados. Posteriormente la unidad aportó personal en otras tres oportunidades a lo largo del mismo año.
Tras el combate de Potrero Negro de septiembre de 1975 la FT adquirió el nombre «Berdina», en homenaje a un oficial del Regimiento 28 muerto en la mencionada refriega.
El 21 de agosto de 1976 el soldado Eduardo Castellano del RI 19 se convirtió en víctima de desaparición forzada por parte de su propia unidad.

### Conflicto del Beagle
Durante la crisis internacional entre la Argentina y Chile de 1978 y 1979, el Regimiento de Infantería 19 formó la Unidad de Campaña 325, teniendo asignado una Unidad de Helicópteros de Asalto. La Unidad estuvo en el Teatro de Operaciones Noroeste (TONO) enviando secciones de vigilancia a los pasos San Francisco y Socompa.

### Levantamientos carapintadas
El Regimiento de Infantería 19 protagonizó los levantamientos carapintadas de 1987 y 1988. Soldados de la V Brigada de Infantería rodearon al cuartel y la sublevación se rindió.

### Disolución en 1993
En el año 1993 el Poder Ejecutivo Nacional resolvió la disolución del Regimiento de Infantería 19. Sus efectivos constituyeron el Regimiento de Infantería 15 en La Rioja.

## Organización
- Jefe.
- Plana Mayor.
- Compañía de Infantería «A».
- Compañía de Infantería «B».
- Compañía Comando.
- Compañía Servicios.